# Совет депутатов Новосибирска
Совет депутатов города Новосибирска — парламент одного из крупнейших городов России, представительный орган муниципального образования город Новосибирск. Депутаты Совета депутатов избираются на пять лет в количестве 50 человек по мажоритарной системе.

## Дума Ново-Николаевска
Первые выборы в Новониколаевскую городскую думу Томской губернии состоялись в начале 1909 г. Выбирались городские власти на четырёхлетие (1909—1913 гг.) К выборам допускались лица, владеющие недвижимостью на определенную сумму — несколько сот рублей. Всего было избрано 40 гласных, из их числа был выбран городской голова и два его помощника. Первым городским головой Новониколаевска в мае 1909 г. был избран купец Владимир Ипполитович Жернаков, который оставался на этой должности до весны 1914 г.
В начале марта 1917 г. в Новониколаевске создается Временный комитет общественных организаций во главе с председателем Новониколаевского биржевого комитета Г. И. Пименовым. Но вскоре объявляется о преобразовании этой структуры в Комитет общественного порядка и безопасности. Председателем комитета был избран Н. Е. Жернаков.
Почти одновременно в городе был создан Совет рабочих и солдатских депутатов, председателем которого стал В. И. Герман-Каменский. В марте Городская дума объявляет о своем подчинении Комитету общественного порядка и безопасности как законному представителю Временного Правительства.
В апреле в Новониколаевске проходят выборы в Городское народное собрание, которое формирует исполнительный комитет во главе с эсером А. К. Скворцовым и в конце апреля Новониколаевский Комитет общественного порядка и безопасности (КОПиБ) передает свои функции по управлению городом Городскому народному собранию. Новониколаевский Совет рабочих и солдатских депутатов в этот период времени не претендует на власть и активно сотрудничает с КОПиБ.
Выборы в Новониколаевскую городскую думу прошли в ноябре 1917 г. и дали следующие результаты: 42 места получили социалисты-революционеры, большевики — 12 мест, меньшевики — семь мест. Первое заседание Городской думы состоялось в конце ноября, на этом заседании городским головой был избран А. К. Скворцов. В этот же день сложило свои полномочия Городское народное собрание.

## Годы революции и Гражданской войны
Осенью 1917 г. заметно активизировали свою деятельность большевики Новониколаевска. 12 октября на заседании местного Совета они выступают как самостоятельная фракция. По результатам выборов исполкома Совета, которые состоялись в середине ноября, большевики усилили свои позиции. На заседании Совета рабочих и солдатских депутатов и исполкома Совета крестьянских депутатов, которое состоялось 13 декабря 1917 года, большинством в 160 голосов против 3 голосов и 4 воздержавшихся, была принята резолюция о переходе власти к Советам.
Председателем Новониколаевского Совета был избран эсер И. П. Ботко. Но фактически до конца января 1918 г. большевики не уходили из органов городского самоуправления, которые продолжали функционировать одновременно с Советами. Во второй половине января в Новониколаевске был избран единый уездный исполком, распространяющий свою власть, как в городе, так и в уезде.
Совет стал именоваться Советом рабочих, солдатских и крестьянских депутатов. Был избран исполком уездного Совета в составе 30 человек. Председателем Совета стал В. Р. Романов, руководителем военного отдела — И. В. Ботко, рабочего отдела — Ф. Горбань, продовольственного — Ф. Серебрянников, председателем революционного трибунала был избран А. Петухов, его же избрали и заместителем председателя исполкома Совета.
25 января 1918 г. исполком Новониколаевского Совета своим решением упраздняет городское самоуправление, возложив его функции на Совет городского хозяйства, который возглавил А. А. Черепанов. И 29 января дела Городской думы и управы по акту сдаются новым органам городского управления, которые просуществовали до конца весны 1918 г., то есть до начала гражданской войны.
В начале июня 1918 г. после военного переворота, организованного противниками Советской власти, в Новониколаевске вновь были восстановлены Городская дума и управа. Городским головой был избран А. Г. Скворцов, которого ранее большевики уволили с этой должности в январе того же года, и оставался на этом месте до ноября 1919 г.
С приходом к власти адмирала А. В. Колчака, были предприняты шаги по ограничению деятельности местного самоуправления в Сибири. В декабре 1918 г. Совет Министров принял постановление, согласно которому с 1 января 1919 г. было приостановлено «производство земских выборов на трёхлетие 1919—1922 гг.» и на этот же срок были продлены полномочия действующих земских управ и собраний. Это постановление не распространялось на городские самоуправления, срок полномочий которых истекал в середине 1919 года.
В феврале 1919 г. колчаковское правительство разрешило провести выборы в городские самоуправления на всей территории, которую контролировало. В Новониколаевске социалисты-революционеры не получили ни одного места, так же как и в 20 других сибирских городах. Последним городским головой Новониколаевска стал Р. С. Шалль, который пробыл в этой должности менее месяца, до прихода в город частей 5-й Красной Армии.

## После Гражданской войны
После взятия Новониколаевска красноармейцами в середине декабря 1919 г. функции городского управления вновь перешли к Советской власти, Городская дума и управа были окончательно ликвидированы. Председателем Совета городского хозяйства был назначен М. А. Черняев, который в январе 1920 г. умер от свирепствовавшего в это время в Сибири тифа.
Весной 1920 г. был создан Новониколаевский городской Совет рабоче-крестьянских и красноармейских депутатов, который первое время являлся представительным органом власти и своего исполнительного аппарата не имел, как и не имел самостоятельного городского бюджета. Первое заседание Новониколаевского городского Совета после изгнания колчаковцев состоялось 1 мая 1920 г. В состав Совета было избрано 149 депутатов и 56 кандидатов.
В течение нескольких первых лет после гражданской войны шёл процесс организационного становления городского Совета. Совет по прежнему не имел самостоятельных исполнительных органов и бюджетных прав, не были урегулированы взаимоотношения с вышестоящими губернскими исполкомами, а также не были разграничены права и функции Совета и вышестоящих органов власти (Сибревком и Сиббюро ЦК ВКП (б)).
С декабря 1925 г. после принятия «Положения о горсоветах РСФСР», городские Советы получили широкие полномочия: они провозглашались высшими органами власти в пределах своей территории, укреплялась их материальная база, они получили самостоятельные бюджетные права.
С расширением полномочий Советы наделялись правотворческими функциями — правом издания обязательных постановлений по вопросам охраны общественного порядка, застройки подведомственной территории, развития социально-культурной инфраструктуры, но по-прежнему отсутствовал полноценный исполнительный аппарат, поэтому руководство текущей работой возлагалось на президиум горсовета, тогда как реализацией его решений занимались отделы вышестоящих исполкомов.
Лишь в 1930 г. в структуре и в штатах городских Советов произошли изменения, которые способствовали укреплению их исполнительных звеньев. В штатном расписании Новосибирского городского Совета были предусмотрены должности председателя и его заместителя, ответственного секретаря и управделами. В структуру Совета вошли отделы: орготдел, коммунальный, земельный, торговый, народного образования, здравоохранения, а также городская плановая комиссия.
Вместе с тем в это время, происходит рост числа депутатов Новосибирского горсовета. Так, если в 1929 г. в него было избрано 310 человек, в 1931 г. — 449 человек, то в 1935 г. число депутатов и кандидатов в члены городского Совета достигло 564 человек. Уже в 1931 г. горсовет имел в своей структуре девять секций, президиум состоял из 17 членов и 4 кандидатов. Городской Совет избирался сроком на один год. Одновременно с избранием членов горсовета избирались кандидаты в количестве одной трети от общего числа членов Совета.
После принятия Конституции СССР 1936 г. в выборах в городской Совет депутатов трудящихся по новому избирательному закону в Новосибирске приняло участие 99,8 % избирателей. За кандидатов блока коммунистов и беспартийных проголосовало 97,9 % участвующих в голосовании. Было избрано 466 депутатов. Среди них 269 коммунистов и 197 беспартийных, 294 мужчины и 172 женщины, 183 рабочих, 21 инженер, 14 научных работников, 13 учителей, 6 работников искусства. В начале января 1940 г. состоялась первая сессия Новосибирского городского Совета депутатов трудящихся, был избран исполнительный комитет горсовета в количестве 19 человек, председателем Совета стал В. Д. Бесов.

## Великая Отечественная война
Первые сессии военного времени во многих Советах Западной Сибири были проведены уже в июне 1941 г. то есть в первые дни войны. Работа этих сессий была посвящена вопросам обороны страны. В течение короткого времени было освобождено около 10 000 м² жилья, многие городские здания были переоборудованы для размещения военных учреждений и госпиталей.
Уже к осени 1941 г. из Новосибирского городского Совета выбыло 239 человек, то есть почти половина довоенного состава. Круг обязанностей каждого депутата значительно расширился, в то же время увеличилась их занятость по месту основной работы. В связи с начавшейся войной не состоялись очередные выборы в местный Совет. Как и в других городах страны они были перенесены, а срок полномочий депутатов горсовета был продлен до окончания войны.
В годы Великой Отечественной войны регулярно проводились сессии Советов, на которых обсуждались самые разные вопросы: изменение форм и методов работы органов местного самоуправления в связи с военным временем, улучшение бытового обслуживания населения, подготовка к зиме предприятий, учреждений, школ и больниц, вопросы капитального строительства, организация подсобного хозяйства местных предприятий.
Летом 1943 г. Новосибирск берет шефство над городом Воронежем, пострадавшим во время оккупации фашистскими войсками. 13 декабря 1943 г. в помещении Новосибирского театра оперы и балета состоялось заседание юбилейной сессии городского Совета, посвященное пятидесятилетию Новосибирска.

## Новосибирский городской Совет в 1950–1990-е годы
После завершения войны структура управления городом продолжала меняться с учётом новых задач. Горсовет избирался гражданами, на сессиях проводились выборы горисполкома, утверждалась структура отделов и управлений горисполкома, перечень постоянных комиссий горсовета, их руководители и состав.
В результате выборов, которые прошли в конце 1947 — начале 1948 гг. был избран исполнительный комитет в составе 15 человек, в структуре горисполкома были реорганизованы и созданы новые отделы, управления и комиссии. Новый состав горсовета и горисполкома активизировал работу по нормализации жизни города. Значительную помощь в налаживании успешной работы горсовета и горисполкома оказал Совет Министров РСФСР, принявший осенью 1948 г. постановление «О мерах помощи городскому хозяйству Новосибирска».
В 1958 г. Новосибирск был переведен из республиканского в областное подчинение, это в свою очередь привело к новой реорганизации структуры и упразднению ряда отделов и управлений горисполкома.
С марта 1963 г. исполком Новосибирского горсовета возглавил Иван Павлович Севастьянов, который оставался на этой должности почти двадцать лет. Из 500 депутатов горсовета в 14 постоянных комиссиях работало 430 депутатов. В состав исполкома горсовета вошло 15 человек. Это были годы масштабного и успешного строительства крупных городских объектов: нового моста через реку Обь, новых жилых массивов в разных районах города, начало строительства первого в Сибири метрополитена, активно велись работы по газификации города и его благоустройству. В 1963 г. численность населения города превысила миллион жителей, Новосибирск стал первым и на долгое время единственным городом-миллионером за Уралом.
По Конституции СССР 1977 г. Новосибирский Совет депутатов трудящихся был преобразован в Совет народных депутатов.
Выборы в городской Совет на альтернативной основе были проведены 17 марта 1990 г., довыборы и перевыборы по округам продолжались до 1992 г. Горсовет по новому закону — постоянно действующий орган представительной власти с собственным аппаратом. Количество депутатов — 150 человек. Высшим органом городского Совета является сессия, рабочим органом первоначально являлся Президиум горсовета, а с 1992 года — Малый Совет, состоящий из 20 депутатов. Горсовет Новосибирска является юридическим лицом, имеет свою печать и счет в банке. Председателем горсовета в 1990-92 гг. был избран И. И. Индинок, а его заместителем — О. П. Гонжаров.
В конце декабря 1991 г. указом президента И. И. Индинок назначен главой администрации Новосибирска. Председателем городского Совета становится Ю. И. Бернадский, заместителем — П. А. Фисенко. После октябрьских событий 1993 г. деятельность местных Советов народных депутатов всех уровней, в том числе Новосибирского городского и 10 районных Советов, была прекращена указом президента Б. Н. Ельцина от 26 октября 1993 г.

## 1994—2004 годы
Городской представительный орган был возрожден в форме городского Собрания депутатов, выборы которого были проведены в марте и декабре 1994 года. Численность депутатов уменьшилась в несколько раз и составила 25 человек, но избрать и такой небольшой по численности орган местной власти оказалось не просто. Выборы 1994 года проводились по избирательным округам на альтернативной основе — во многих избирательных округах на одно депутатское место претендовало до десяти кандидатов. Выборы пришлось проводить в два этапа, по причине низкой явки избирателей.
Газета «Вечерний Новосибирск» 28 марта 1994 г., на следующий день после выборов, информировала своих читателей, об избрании лишь 10 депутатов городского Собрания. Среди победивших на выборах уже в первом туре были: Болтенко Н. Н., Герасименко В. Ф., Грищенко Л. А, Захаров В. П., Звягин А. И., Кривощеков В. Г., Маньков А. А., Петин С. Ю., Толоконский В. А, Чулинин Г. К. Но в 15 округах выборы не состоялись. Поэтому городское Собрание не могло приступить к работе из-за отсутствия кворума.
Второй этап выборов был проведен 4 декабря того же года. Было избрано ещё шесть депутатов городского Собрания, и новый орган местного самоуправления начал свою работу. На первой сессии 16 декабря 1994 г. председателем городского Собрания был избран В. А. Толоконский, одновременно исполнявший обязанности мэра города с октября 1993 г. Заместителем председателя стал В. Г. Кривощеков.
В соответствии с новым порядком глава городского самоуправления являлся одновременно и председателем городского Собрания и мэром. Он, как и все депутаты, проходил процедуру избрания по одному из округов. Система органов местного самоуправления была определена Уставом города, впервые принятым городским Советом в октябре 1995 года. Тогда же городское Собрание было переименовано в городской Совет Новосибирска.
Согласно Уставу города в компетенцию городского Совета входит: принятие общеобязательных правил по предметам ведения городского самоуправления, утверждение бюджета города и отчёта о его исполнении, принятие планов и программ развития муниципального образования, установление местных налогов и сборов, установление порядка управления и распоряжения муниципальной собственностью, контроль за деятельностью органов местного самоуправления, должностных лиц городского самоуправления.
В декабре 1996 г. избран новый состав депутатов горсовета, председателем которого оставался мэр города В. А. Толоконский, избранный на эту должность в марте 1996 г. Заместителем председателя городского Совета был избран А. А. Пушкин, представлявший самую крупную фракцию — ЛДПР, состоящую из 11 депутатов. В числе избранных депутатов были Саночкин С. З., Агеенко В. А., Сулейманов Р. И., Мамай И. И., Котлярова Л. А., Коновалов В. А., Филичев А. В., Плотников А. С., Уткин А. М., Пепеляева Л. В., Болтенко Н. Н., Лисин А. В., Глазачев С. В., Люлько А. Н., Кубанов А. И., Старков М. И., Зырянов М. В. и другие. Позднее на довыборах список депутатов дополнил Казак А. А.
В конце 1999 г. депутаты приняли новую редакцию Устава города, в котором был уточнен ряд норм, связанных с деятельностью горсовета: все представительные, исполнительные и иные функции в городе осуществлял муниципалитет, состоящий из главы городского самоуправления — мэра города, городского Совета и мэрии. 26 марта 2000 г., набрав в первом туре выборов 52 % голосов, новым мэром Новосибирска был избран В. Ф. Городецкий, по Уставу города ставший председателем городского Совета.
В декабре 2000 г. прошли выборы депутатов третьего созыва. Выборы были признаны состоявшимися в 6 из 25 избирательных округов. Кандидатами в депутаты было зарегистрировано 208 человек. С первого раза были избраны: Алексеев В. В., Болтенко Н. Н., Локоть А. Е., Микерин В. Т., Сулейманов Р. И., Шило Р. А. В апреле 2001 г. состоялись повторные выборы, по результатам которых и был окончательно сформирован депутатский корпус горсовета.
Были избраны депутаты по всем остальным избирательным округам: Андрейченко А. В., Аникин А. Г., Бабарыкин В. Д., Вязовых В. А., Казак А. А., Карпунин А. В., Кожемякин Э. А., Люлько А. Н., Мельников А. П., Мигулев Ю. А., Пантюхин И. В., Пепеляева Л. В., Правда А. И., Пысин В. В., Соболев А. К., Тарков А. В., Тюкалов Е. П., Черных В. В., Четвериков В. Н. В новый состав городского Совета было избрано 5 депутатов горсовета предыдущего созыва. В апреле 2001 г. городской Совет приступил к работе. Заместителем председателя городского Совета была избрана Н. Н. Болтенко.
В 2003 г. по решению городского Совета сформирована Контрольно-Счетная палата Новосибирска, председателем которой был утвержден Г. И. Шилохвостов. В ноябре 2003 г. внесены изменения в Устав Новосибирска, связанные с разделением полномочий мэра города и председателя городского Совета. В апреле 2004 г. после переизбрания В. Ф. Городецкого на должность мэра произошло фактическое разделение полномочий. Председателем городского Совета была избрана Н. Н. Болтенко, а заместителем председателя городского Совета Р. И. Сулейманов. Городской Совет получил организационную самостоятельность, статус юридического лица, был сформирован аппарат городского Совета.
В июне 2004 г. в Устав города были внесены поправки, в соответствии с которыми в городском Совете должно быть 40 депутатов. В апреле 2005 г. прошли выборы депутатов четвёртого созыва. Председателем городского Совета была вновь избрана Н. Н. Болтенко, а заместителем председателя стал Д. В. Асанцев.

## V созыв (2010–2015)
Он был избран горожанами 14 марта 2010 года. В его состав вошли 40 депутатов, 28 из которых остались из предыдущего созыва. Были избраны 30 депутатов, выдвинутых партией «Единая Россия», 6 — Коммунистической партией Российской Федерации, 1 — партией «Справедливая Россия», и три самовыдвиженца.
Решением первой сессии Совета депутатов города Новосибирска пятого созыва, состоявшейся 2 апреля 2010 года, председателем Совета в третий раз подряд избрана Надежда Николаевна Болтенко, заместителями председателя — Дмитрий Владимирович Асанцев и Юрий Федорович Зарубин. Также в Совете депутатов сформировано 7 постоянных комиссий, сохранивших структуру предыдущего созыва Совета.
В связи с переходом Надежды Николаевны Болтенко в Совет Федерации Федерального Собрания РФ и освобождением её от должности председателя Совета, на 47-й сессии 22 октября 2014 года председателем Совета избран Дмитрий Владимирович Асанцев.

## VI созыв (2015–2020)
| Депутатские группы   | Руководитель                   | Кол-во депутатов |
| -------------------- | ------------------------------ | ---------------- |
| Единая Россия        | Асанцев Дмитрий Владимирович   | 33               |
| КПРФ                 | Сулейманов Ренат Исмайлович    | 12               |
| ЛДПР                 | Лебедев Евгений Владимирович   | 2                |
| Справедливая Россия  | Савельев Александр Геннадьевич | 1                |
| Независимые депутаты | Пинус Н. И. ↔ Илюхин В. В.     | 2                |

Партии получившие свыше 3 % (не прошедших 5%-й барьер):
- Гражданская платформа 3,30 % (9 301 голосов)
- Яблоко 3,03 % (8 546 голосов)

## VII созыв (2020–2025)
Выборы в Совет депутатов седьмого созыва прошли 13 сентября 2020 года по мажоритарной избирательной системе. 50 депутатов были избраны по одномандатным округам. Из предыдущего созыва переизбрались 26 депутатов. 25 сентября 2020 года на заседании первой сессии председателем Совета депутатов города Новосибирска вновь избран Дмитрий Владимирович Асанцев. Его заместителями стали Н. А. Тямин, А. Г. Тыртышный и Е. С. Яковенко. 22 сентября 2021 года, на заседании 10-й сессии VII созыва, четвертым заместителем председателя Совета депутатов города Новосибирска был избран депутат Е. В. Лебедев.
На данный момент в Совете 2 депутатских объединения:
| Депутатские объединения | Руководитель | Количество депутатов |
| ----------------------- | --- | -------------------- |
| Единая Россия           | Асанцев Дмитрий Владимирович | 33                   |
| КПРФ                    | Тыртышный Антон Григорьевич | 7                    |
| Независимые депутаты    | Антонов Р. В., Лебедев Е. В., Каверзина С. В., Картавин А. В., Рыбин Л. Ю., Сафонкин С. А., Стрекалов В. В., Украинцев И. С., Шалимова Е. В. | 10                   |

В Совете депутатов сформировано 10 постоянных комиссий, вместо 9, действующих в предыдущем созыве Совета.

## Полномочия Совета депутатов
В исключительной компетенции Совета депутатов города Новосибирска находится:
1. принятие Устава города Новосибирска и внесение в него изменений и дополнений;
2. утверждение бюджета города Новосибирска и годового отчёта о его исполнении;
3. установление, изменение и отмена местных налогов и сборов в соответствии с законодательством Российской Федерации о налогах и сборах;
4. принятие планов и программ развития города Новосибирска, утверждение отчётов об их исполнении;
5. определение порядка управления и распоряжения имуществом, находящимся в муниципальной собственности города Новосибирска;
6. определение порядка принятия решений о создании, реорганизации и ликвидации муниципальных унитарных предприятий, а также об установлении тарифов на услуги муниципальных унитарных предприятий и муниципальных учреждений, выполнение работ, за исключением случаев, предусмотренных федеральными законами;
7. определение порядка участия города Новосибирска в организациях межмуниципального сотрудничества;
8. определение порядка материально-технического и организационного обеспечения деятельности органов местного самоуправления города Новосибирска;
9. контроль за исполнением органами местного самоуправления и должностными лицами местного самоуправления города Новосибирска полномочий по решению вопросов местного значения.
10. принятие решения об удалении мэра города Новосибирска в отставку.

К полномочиям Совета депутатов города Новосибирска также относится:
1. осуществление нормативного регулирования порядка непосредственного осуществления населением города Новосибирска местного самоуправления;
2. назначение выборов мэра города Новосибирска в порядке, установленном действующим законодательством;
3. утверждение по представлению мэра города Новосибирска структуры мэрии города Новосибирска;
4. принятие решений об учреждении структурных подразделений (отраслевых (функциональных) и территориальных органов) мэрии города Новосибирска, являющихся юридическими лицами в соответствии с действующим законодательством, и утверждение положений о них;
5. образование контрольно-счетной палаты города Новосибирска и принятие положенияо контрольно-счетной палате города Новосибирска;
6. учреждение печатного средства массовой информации для официального опубликования муниципальных правовых актов города Новосибирска, иной официальной информации;
7. формирование и размещение муниципального заказа для обеспечения деятельности Совета депутатов города Новосибирска;
8. утверждение Генерального плана города Новосибирска, Правил землепользования и застройки города Новосибирска;
9. принятие решения об установлении состава, порядка подготовки и утверждения местных нормативов градостроительного проектирования города Новосибирска;
  1. установление порядка проведения осмотра зданий, сооружений в целях оценки их технического состояния и надлежащего технического обслуживания в соответствии с требованиями технических регламентов к конструктивным и другим характеристикам надежности и безопасности объектов, требованиями проектной документации указанных объектов;
  2. утверждение программы комплексного развития систем коммунальной инфраструктуры города Новосибирска, требования к которой устанавливаются Правительством Российской Федерации;
10. установление порядка организации и осуществления муниципального контроля в соответствующей сфере деятельности;
11. определение порядка управления и распоряжения муниципальным жилищным фондом;
12. определение порядка предоставления жилых помещений муниципального специализированного жилищного фонда;
13. установление порядка управления многоквартирным домом, все помещения в котором находятся в собственности города Новосибирска;
14. установление нормы предоставления площади жилого помещения по договору социального найма, учётной нормы площади жилого помещения;
15. установление порядка и условий приватизации муниципального имущества, находящегося в собственности города Новосибирска;
16. определение размеров части прибыли муниципальных унитарных предприятий, остающейся после уплаты налогов и сборов и осуществления иных обязательных платежей, которые относятся к собственным доходам бюджета города Новосибирска;
  1. установление правил использования водных объектов общего пользования, расположенных на территории города Новосибирска, для личных и бытовых нужд;
17. установление ставок платы за пользование водными объектами, находящимися в муниципальной собственности города Новосибирска, а также порядка расчета и взимания такой платы;
  1. установление порядка присвоения наименований улицам, площадям и иным территориям проживания граждан в городе Новосибирске, за исключением случаев, установленных настоящим Уставом;
  2. утверждение Правил благоустройства территории города Новосибирска, устанавливающих в том числе требования по содержанию зданий (включая жилые дома), сооружений и земельных участков, на которых они расположены, к внешнему виду фасадов и ограждений соответствующих зданий и сооружений, перечень работ по благоустройству и периодичность их выполнения; установление порядка участия собственников зданий (помещений в них) и сооружений в благоустройстве прилегающих территорий;
18. осуществление международных связей;
  1. установление надбавок к ценам (тарифам) для потребителей на товары и услуги организаций коммунального комплекса;
  2. принятие решения о проведении муниципальной лотереи, организатором которой является мэрия города Новосибирска, и определение порядка представления документов, на основании которых принимается указанное решение;
  3. осуществление мер по противодействию коррупции в границах города Новосибирска;
19. реализация иных полномочий в соответствии с законодательством Российской Федерации, Новосибирской области, настоящим Уставом.

Совет депутатов города Новосибирска заслушивает ежегодные отчёты мэра города Новосибирска о результатах его деятельности, деятельности мэрии города Новосибирска, в том числе о решении вопросов, поставленных Советом депутатов города Новосибирска.

## Контактная информация
Совет депутатов города Новосибирска находится по адресу: 630099, г. Новосибирск, Красный проспект, 34, в здании мэрии.